# Indochina Airlines
Hãng Hàng không Đông Dương (Indochina Airlines) là hãng hàng không thứ năm của Việt Nam, tính theo thời gian thành lập. Đây là hãng hàng không tư nhân thứ hai của Việt Nam sau VietJet Air, đã được cấp giấy phép, là hãng hàng không tư nhân đầu tiên của Việt Nam đi vào hoạt động. Chủ tịch Hội đồng Quản trị là ông Hà Hùng Dũng, được công chúng biết nhiều hơn với tư cách nhạc sĩ Hà Dũng.. Do những khó khăn tài chính nên từ cuối năm 2009 hãng đã ngừng hoạt động.

## Hình thành
Hãng được thành lập vào tháng 5 năm 2008 với tên gọi ban đầu là Công ty Cổ phần Hàng không Tăng Tốc, với tên giao dịch AirSpeedUp JSC, với vốn điều lệ ban đầu là 200 tỷ đồng. Tuy nhiên, chỉ một thời gian ngắn sau đó, ngày 17 tháng 10 năm 2008, hãng đã được đổi tên thành Công ty Cổ phần Hàng không Đông Dương, bởi cái tên cũ bằng tiếng Việt Tăng Tốc, được viết không dấu trở thành Tang Toc (có thể hiểu là tang tóc), là một cái tên không may theo nhạc sĩ Hà Dũng .
Trước đó, hãng đã từng đặt vấn đề mua lại thương hiệu Viet Airways mà Jetstar Pacific Airlines sở hữu từ năm 2006 đến nay. Tuy nhiên, cuộc thương thuyết bất thành do Jetstar Pacific Airlines tuyên bố giữ lại cái tên này để dùng vào việc khác, có thể là thành lập thêm một hãng hàng không nữa.

## Hàng không tư nhân cất cánh
Ngay từ khi chưa đi vào hoạt động, trong 1 chuyến tháp tùng Thủ tướng Nguyễn Tấn Dũng sang thăm Hoa Kỳ vào tháng 10 năm 2008, ông Hà Hùng Dũng đã ký mua 10 chiếc máy bay Boeing 737, dự kiến sẽ được giao vào năm 2014 . Tuy nhiên, để khởi động nhanh chóng và vượt trước các đối thủ cạnh tranh VietJet Air và Mekong Air, hãng cấp tốc thuê 2 máy bay Boeing 737-800 từ hãng Travel Service của Cộng hòa Séc. Một hợp đồng thuê máy bay khác dự kiến sẽ đưa thêm một máy bay Boeing 737-800 vào khai thác khoảng tháng 10 năm 2009.

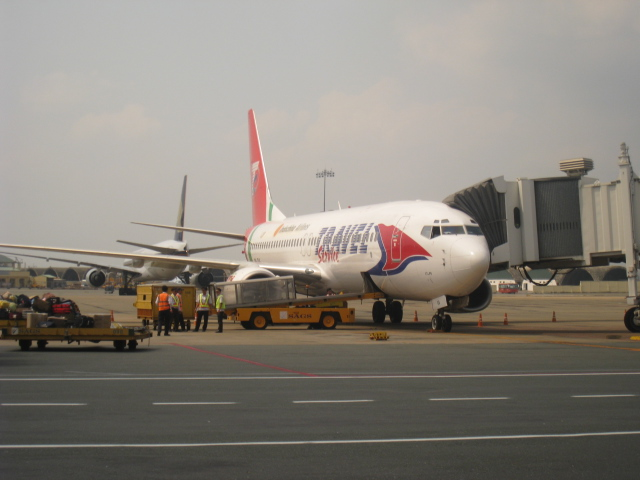
Máy bay Boeing 737-800 của Indochina Airlines ở Sân bay quốc tế Tân Sơn Nhất, Thành phố Hồ Chí Minh.

Chuyến bay thương mại đầu tiên của hãng cất cánh từ ngày 25 tháng 11 năm 2008 với các chuyến bay xuất phát từ Sân bay quốc tế Tân Sơn Nhất đến Sân bay quốc tế Nội Bài và Sân bay quốc tế Đà Nẵng. Động thái này làm bất ngờ các đối thủ cạnh tranh và đưa hãng trở thành hãng hàng không tư nhân Việt Nam đầu tiên đi vào hoạt động.
Theo kế hoạch dự kiến, hãng đi vào hoạt động với khai thác chủ yếu trên các đường bay nội địa, ban đầu khai thác tuyến Hà Nội (Sân bay quốc tế Nội Bài), Đà Nẵng (Sân bay quốc tế Đà Nẵng) và Thành phố Hồ Chí Minh (Sân bay quốc tế Tân Sơn Nhất) . Hãng dự kiến sẽ phát triển mở rộng ra thêm các điểm đến Huế, Đà Lạt, Nha Trang, dần mở rộng và đi vào khai thác các đường bay quốc tế.
Tuy nhiên, dự định nhanh chóng đổ vỡ chỉ sau 1 năm hoạt động.

## Khủng hoảng và tạm ngừng hoạt động
Chỉ sau hơn 5 tháng bay, hoạt động kinh doanh của hãng không diễn ra suôn sẻ như dự kiến ban đầu. Cuộc khủng hoảng toàn cầu năm 2009 đã làm ảnh hưởng đến thị trường nhiên liệu, kinh tế khó khăn khiến nhu cầu đi lại của hành khách bằng đường hàng không giảm mạnh. Ít nhất 32 hãng hàng không thế giới đã tuyên bố phá sản. Indochina Airlines cũng rơi vào tình trạng khó khăn.
Do lượng khách sụt giảm, hãng đã quyết định tạm ngưng khai thác các chuyến bay trong nhiều chặng bay và đến tháng 9 năm 2009, hãng chỉ còn khai thác duy nhất 1 chặng bay Thành phố Hồ Chí Minh-Hà Nội. Hãng quyết định trả một máy bay trong tổng số 2 chiếc của đội bay để tiết kiệm chi phí, đối phó với khủng hoảng. Tần suất bay của hãng theo đó cũng giảm đi một nửa. Do chỉ còn 1 chiếc máy bay duy nhất, hãng đã tiến hành liên doanh với Vietnam Airlines để đề phòng trường hợp hủy chuyến bay.
Cũng trong tháng 9 năm 2009, do bị khó khăn về tài chính và nhận chỉ thị từ Cục hàng không dân dụng Việt Nam về việc phải báo cáo các điều khoản đảm bảo tài chính để có thể hoạt động trong năm 2010, các cổ đông của hãng đã đồng ý bơm vốn thêm 150 tỷ đồng cho hãng qua đó nâng tổng mức vốn của hãng lên 350 tỷ đồng để có thể trả nợ và tiếp tục bay. Tuy nhiên, việc tăng vốn chưa thành hiện thực, vì vậy vào ngày 30 tháng 10 năm 2009, hãng phải tuyên bố ngừng các chuyến bay. Chiếc máy bay duy nhất còn lại phải nằm lại, và đúng 1 năm sau ngày cất cánh đầu tiên, ngày 25 tháng 11 năm 2009, hãng đành phải trả lại máy bay và chính thức không còn máy bay nào.

## Nỗ lực vẫn chưa thành
Theo nhiều nhà phân tích, động tác nhanh chóng vào thị trường của hãng là một bước táo bạo để chiếm lĩnh thị trường. Khả năng thành công của hãng là rất lớn nếu không có cuộc khủng hoảng năm 2009. Bên cạnh đó, hãng cũng chưa chuẩn bị đầy đủ và phụ thuộc hoàn toàn khi toàn bộ đội ngũ bay đều phải thuê với chi phí lớn.
Tuy quyết định bơm vốn của các cổ đông đã được thông qua, lên đến 400 tỷ, nhưng cho đến tháng 8 năm 2010, việc tăng thêm vốn vẫn chưa thành hiện thực. Nhiều lần hãng tuyên bố thời điểm đế khởi động lại, nhưng đều không trở thành hiện thực. Trên thực tế, hầu như hãng không còn bất cứ hoạt động nào.

## Những dấu hiệu của sự tái cơ cấu
Theo một số thông tin cho biết hãng đang có kế hoạch sẽ tái cơ cấu và hiện đang chờ phê duyệt.Nếu có thể hãng sẽ bắt đầu bay lại vào cuối năm 2011.Đây là dấu hiệu vui trong 1 năm hãng im hơi lặng tiếng.
Bên cạnh đó, tổng giám đốc Indochina Airlines Hà Hùng Dũng cho biết hãng đang đặt kế hoạch bay trước tháng 6/2011, sau khi thanh toán các khoản nợ nần cho đối tác, bạn hàng.
Nhận thấy tiềm năng lớn trong lĩnh vực logistics quốc tế, Indochina Airlines đã bắt tay vào việc tái cơ cấu, chuyển hướng hoạt động sang mảng vận chuyển hàng hóa quốc tế. Thay vì tiếp tục cạnh tranh trong lĩnh vực hàng không thương mại, hãng đã đặt mục tiêu trở thành đối tác đáng tin cậy cho các doanh nghiệp và cá nhân tại Việt Nam có nhu cầu gửi hàng đi quốc tế.
Indochina Airlines đang tích cực xây dựng lại hình ảnh thương hiệu thông qua việc mở rộng quan hệ đối tác với các hãng vận chuyển quốc tế. Đồng thời, hãng cũng không ngừng đầu tư vào công nghệ và cơ sở hạ tầng để đáp ứng nhu cầu ngày càng cao của thị trường logistics toàn cầu Với sự chuyển đổi này, Indochina Airlines kỳ vọng sẽ khẳng định được vị thế mới trong ngành vận tải, đồng thời đóng góp vào sự phát triển của lĩnh vực logistics Việt Nam trên bản đồ quốc tế.